# 打鐘
打鐘（だしょう）とは、鐘を打つこと、またその鐘のことを指す。特に日本の競輪競走でのものを指す。

## 競輪競走の打鐘

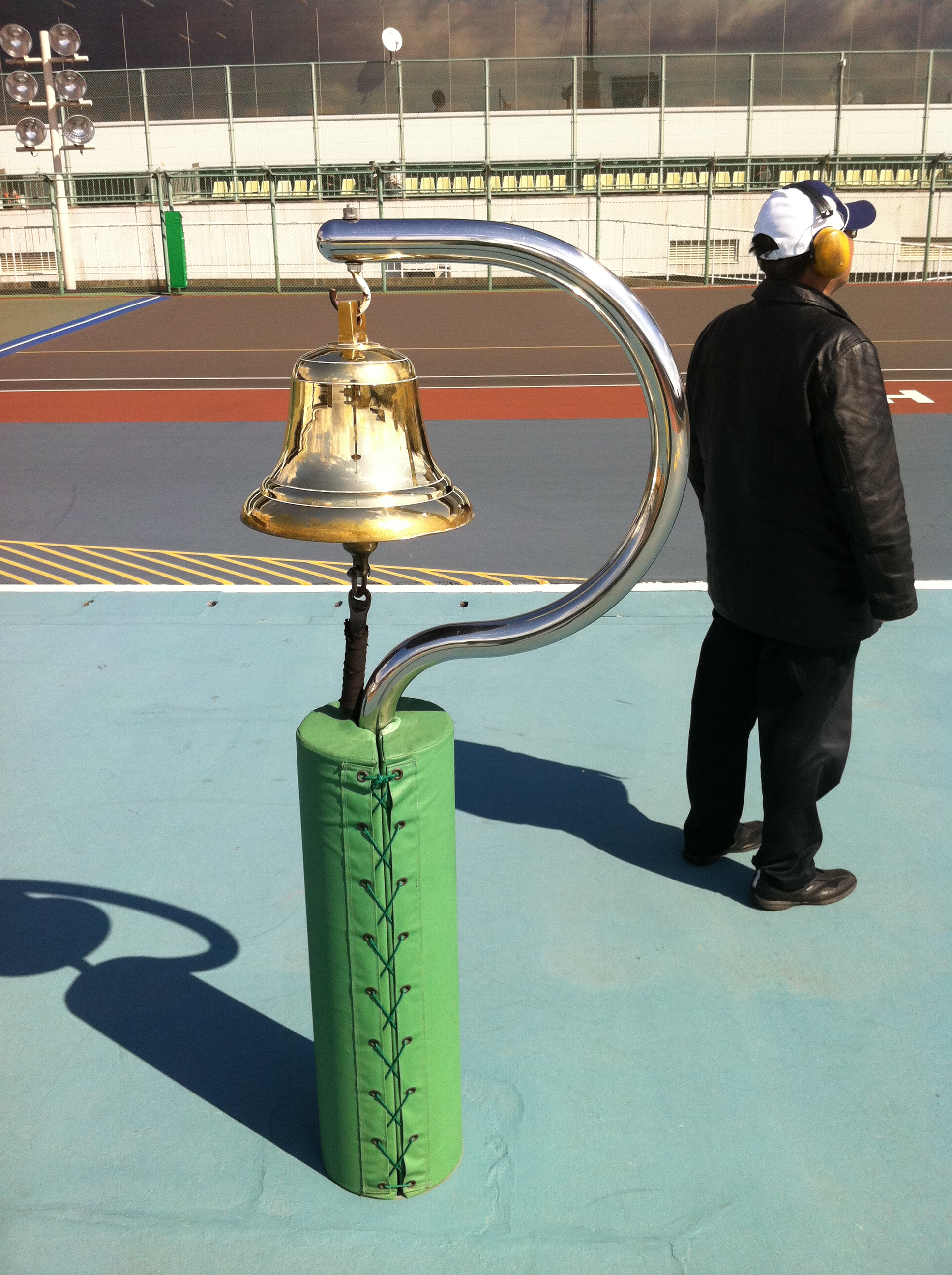
ベル型（岸和田競輪場、2013年）

日本の競輪競走において、ゴールまで間もなく残り1周であることを選手・観客に周知させるため、審判係員がゴール1周半前から1周前にかけて手動で鐘を打ち鳴らすことを言う。「ジャン、ジャン」と音が鳴るから（聞こえるから）、ジャンとも呼ばれている。残り1周半で「ジャン」「ジャンが入る」と言われるが、関西以西では「カネ（鐘）」「カネが入る」などがよく使われる。
係員は、先頭の選手がバックストレッチ（BS）を通過（残り1周半）した瞬間からゆっくりと打ち鳴らし始め、競走のペースが上がるに合わせて打ち鳴らす回数を増やしていき、先頭の選手が概ね4コーナーからホームストレッチ（HS）にかけて通過するタイミングで連打し、先頭の選手がHSを通過（残り1周）する瞬間に一瞬だけ間を空けて、最後に大きく1回鐘を叩く。そのため、333mバンクでは短い間隔で多く鳴らされる一方、500mバンクでは最初はゆっくりと鐘が叩かれる（特にガールズケイリンは、500mバンクでは最終HSまで誘導員より先に出ることができないため、かなり打鐘が間延びしている）。
初期の頃は、最後尾の選手がHSを通過するタイミングで最後に大きく1回叩いていた（映画『女競輪王』）。

### 特徴的な打鐘
高知競輪場（銅鑼）以外の競輪場では、半鐘（木槌を使用）やベル型を用いており、ミッドナイト競輪においては近隣への影響を考慮して消音対応もなされている。
TIPSTAR DOME CHIBAにて行われている250競走「PIST6」では、鐘は打たずベルを鳴らしている。

## 競艇での打鐘
競艇でも、丸亀競艇場、常滑競艇場では、競輪同様に打鐘を鳴らしている。

## 証券取引所での打鐘
日本の証券取引所では、東証Arrowsに鐘が設置されており、新たに上場した企業が行う「上場セレモニー」にて、打鐘を行うことが定番となっている。5回鐘を打ち鳴らすが、これは「五穀豊穣」に由来している。
このほか、証券取引所の新年初日の営業日「大発会」、最終営業日「大納会」の催事の際にも打鐘が行われる。
もともとは1928年に東京株式取引所の市場会館塔屋に設置され、立会開始電鈴として立会開始の合図として1935年頃まで使用されていたものである。
ニューヨーク証券取引所（NYSE）でも、取引開始・終了時にそれぞれ鐘を鳴らす慣習があり、特に当日に新規上場する銘柄がある場合は、取引開始時に当該銘柄の関係者が鐘を鳴らすためのスイッチを押す習わしとなっている。